# یواس‌اس سیتولا (ای‌کی-۱۴۰)
یواس‌اس سیتولا (ای‌کی-۱۴۰) (به انگلیسی: USS Situla (AK-140)) یک کشتی بود که طول آن ۴۴۱ فوت ۶ اینچ (۱۳۴٫۵۷ متر) بود. این کشتی در سال ۱۹۴۳ ساخته شد.